# 陳好
陈好（1979年12月9日—），中国女演员、歌手，山东青岛人。

## 经历
陈好中学就读于山东省青岛第三十九中学，曾立志担任节目主持，自小已担任学校各大活动主持，还在青岛少儿频道担任节目主持人。高考时，因未被北京广播学院录取，后选择就读中央戏剧学院表演系本科，大学时曾担任凤凰卫视中文台《九州任逍遥》主持。毕业后进入北京人民艺术剧院，担任话剧版《第一次亲密接触》主演，以22岁成为人艺舞台上有史以来最年轻的女主角。
陈好在18岁时初登大银幕，在电影《埋伏》饰演田恭顺（滕汝骏饰）的女儿童童。她先后出演电影《那山、那人、那狗》，电视剧《乱世英雄吕不韦》和《李卫当官》。2001年，凭电视剧《粉红女郎》中饰演风情万种的“万人迷”万玲一角而走红。
2010年，陈好和在香港工作的银行家刘海峰结婚，并分别于2011年和2013年生下两女，为照顾家庭工作淡出幕前，在考取中央戏剧学院硕士后留任在校，担任表演专业导师。

## 作品

### 电视劇
- 2000年：《乱世英雄吕不韦》饰 芸姜
- 2000年：《欲望阻击》饰 肖肖
- 2000年：《李卫当官》饰 岳思盈
- 2001年：《宅门逆子》饰 张素馨
- 2001年：《粉红女郎》饰 万人迷
- 2001年：《选妃记》饰 荷花／杨柳
- 2001年：《秀才豆腐》饰 杨菁菁
- 2003年：《天龍八部》饰 阿紫
- 2003年：《吉祥如意》（又名：《天下無雙》）饰 萬如意
- 2003年：《双响炮》饰 吕霞
- 2004年：《我的武林男友》饰 Cary
- 2005年：《我爱河东狮》饰 杜月红
- 2005年：《谁为你作证》饰 陈蔚
- 2005年：《美女也愁嫁》饰 沈恬
- 2005年：《大敦煌》饰 梅朵公主
- 2006年：《皇上二大爷》饰 郑妃
- 2006年：《大槐树》
- 2007年：《纸醉金迷》饰 田佩芝
- 2010年：《三國》饰 貂蝉
- 2013年：《新编辑部故事》饰 安妮（安红）
- 2015年：《待嫁老爸》饰 文雅
- 2021年：《功勋》饰 李世英
- 2024年：《欢乐家长群》飾 戴靜
- 2025年：《欢乐家长群2》飾 戴靜

### 电影
- 1996年：《埋伏》
- 1998年：《那山、那人、那狗》
- 2005年：《求求你，表扬我》
- 2009年：《建国大业》

### 话剧
- 2001年：《第一次亲密接触》，饰　轻舞飞扬
- 2010年：《日出》，饰　陈白露[3]

### 主持
- 1999年：凤凰卫视中文台《九州任逍遥》

### 唱片
- 2005年10月：《陈好》
- 2006年12月6日：《Feel your heart everytime》
- 2009年11月：《幸好》

## 荣誉
- 2004年9月：“中国电视金鹰奖”—“最受观众欢迎女演员奖”（《粉红女郎》 ）。
- 2004年：“北京地区最受观众喜爱女演员奖”（《天龙八部》）。
- 2006年1月：第十二届全球华语音乐榜中榜—“内地最受欢迎新人奖”。
- 2006年：“9+2音乐先锋榜”—“最佳新人奖”、“最佳演绎歌手奖”。
- 2006年：“中国TOP排行榜”—“最佳新人奖”。
- 2006-2007年：“中国剧风尚盛典”—“年度风尚女演员”。
- 2007年：“BQ2006年度红人榜”—“年度内地最受欢迎女明星”。
- 2007年：第三届《劲歌王》—“最佳新人奖金奖”、“内地杰出青年歌手奖”。
- 2007年：新浪网“2007年中国最美女人”奖。
- 2007年：“2007星光大典”—“年度风尚女演员奖”。
- 2008年：中华慈孝活动组委会评选为“演艺界十大孝子”。